# Campestre (Minas Gerais)
Campestre é um município brasileiro da Microrregião de Poços de Caldas, estado de Minas Gerais. Localiza-se a 422 km da capital do Estado, Belo Horizonte. Sua população em 2022 era de 20 696 habitantes.
O município foi criado em 1911, por desmembramento do município de Caldas, do qual era distrito.

## História
Segundo a tradição, a primeira penetração em território do atual município foi feita por bandeirantes paulistas, nos primórdios da colonização do país. Posteriormente, o local se tornou ponto de passagem de romeiros que se dirigiam a Aparecida do Norte ou de viandantes que iam para Campanha (Minas Gerais). Assim, surgiram ranchos nos quais faziam pouso, e moradores foram sendo atraídos ao local, principalmente portugueses. A exploração da lavoura constituiu-se na principal atividade econômica local. Com o trabalho escravos, foram criadas as primeiras plantações, construíram-se as primeiras moradias e a cadeia. Em 1830, em terras doadas pelos irmãos Francisco José Muniz e Manoel José Muniz, foram construídos o cemitério e uma capela em louvor a Nossa Senhora do Carmo.
A origem do topônimo se prende à existência, nos primeiros tempos, de uma área de campo, entre as matas, a qual foi aproveitada para a formação do povoado.

## Formação administrativa
Inicialmente, era um  distrito criado pela Lei Provincial nº 184, de 3 de abril de 1840, com a denominação de Nossa Senhora do Carmo de Campestre, sendo sua criação confirmada por Lei Estadual nº 2, de 14 de setembro de 1891. O distrito foi elevado a município pela Lei Estadual nº 556, de 30 de agosto de 1911, mediante desmembramento do município de Caldas.
O Município de Campestre se compõe de um único distrito - o  distrito-sede, criado em 1 de junho de 1912. Nos quadros de apuração do Recenseamento Geral de 1 de setembro de 1920,  Campestre permanecia com um distrito. Embora o município já tivesse oficialmente o nome de Campestre, a Lei Estadual nº 843, de 7 de setembro de 1923, determinou que esse único  distrito, denominado Nossa Senhora do Carmo do Campestre, também  passasse a se chamar Campestre.
Em 27 de dezembro de 1948, pelo dispositivo da Lei nº 336, Campestre ganhou mais um distrito, o de Bandeira, que seria mais tarde renomeado Bandeira do Sul, de acordo com a Lei nº 1039, de 12 de dezembro de 1953. O município permaneceu com os dois distritos até 1962, quando o distrito de Bandeira do Sul foi elevado a município  pela Lei nº 2764 de 30 de dezembro de 1962.

## Geografia

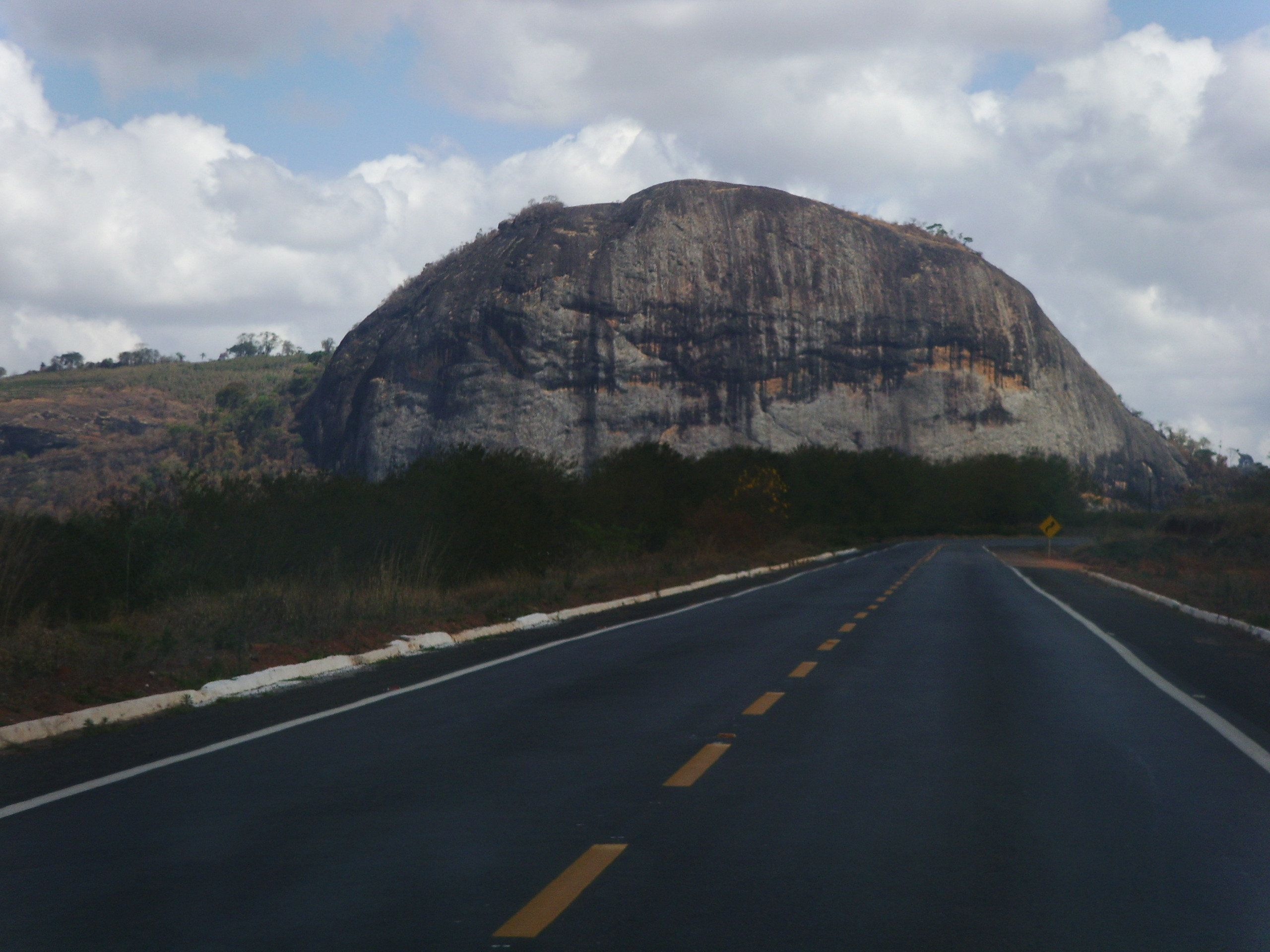
Rodovia BR-267 com destaque para a Pedra Grande.

### Hidrografia
O município é banhado pelos rios Cabo Verde, Muzambo, Machado e pelo Rio Pardo.

### Municípios limítrofes
- Botelhos
- Caldas
- Divisa Nova
- Bandeira do Sul
- Santa Rita de Caldas
- Ipuiuna
- Poço Fundo
- Machado
- Serrania
- Poços de Caldas

## Economia
Café e gado são os principais produtos de economia local. O plantio de café é a principal atividade econômica do município, mas a fruticultura também vem se destacando. O território municipal contém reservas de ferro, caulim, mica, feldspato e amianto. [carece de fontes?]

## Religiosidade
- Igreja Católica

O município pertence à Diocese de Guaxupé.
- Congregação Cristã no Brasil

Sede regional em Poços de Caldas
- Salão do Reino das Testemunhas de Jeová
- Igreja Pentecostal Deus é Amor

Sede regional em Botelhos, MG
- Igreja Metodista
- Igreja Presbiteriana de Campestre

Igreja adventista do sétimo dia 